# Sfax Ouest (delegación)
Sfax Ouest es una delegación de la gobernación de Sfax en Túnez. En enero de 2022 tenía una población censada de 112 977 habitantes.
Se encuentra ubicada al este del país, junto al litoral norte del golfo de Gabés (mar Mediterráneo).